# Алмасан
 Тази статия е за селището в Испания.  За комарката вижте Алмасан (комарка).  
Алмаса̀н (на испански: Almazán) е селище в северна Испания, административен център на комарка Алмасан в автономната област Кастилия и Леон. Населението му е около 5 500 души (2017).
Разположено е на 960 метра надморска височина на платото Месета, на левия бряг на река Дуеро и на 46 километра южно от Сория. Селището е известно от Средновековието, като от 1134 година е в градиниците на Кастилия.